# Pic Garmo
Le pic Garmo est un sommet du Tadjikistan situé dans le chaînon de l'Académie des Sciences au Pamir.